# Gerards svartgula jordhuggorm
Gerards svartgula jordhuggorm (Chilorhinophis gerardi), är en giftig ormart inom familjen stilettormar som tillhör släktet svartgula jordhuggormar.

## Kännetecken
Ormen blir 20–40 centimeter lång. Kroppen är ljust gul med tre svarta streck, vit mage och svart huvud och svanstipp. Huvudet och svansen är lätta att förväxla med varandra, vilket också används i försvar. 

## Utbredning
Denna art finns i Afrika, södra Kongo-Kinshasa, Zambia, Zimbabwe och Tanzania.

## Levnadssätt
Ormens föredragna habitat är fuktiga savanner och dess föda består av masködlor och blindormar samt andra mindre ormar. Ormen är mycket hemlighetsfull och nattaktiv och ses sällan. Störst chans att se den finns på natten efter kraftig nederbörd. Honorna lägger runt 6 ägg under sommaren som är 30–32 millimeter långa och 6–8 millimeter breda. 
Ormens gift räknas inte som farligt för människor.

### Tryckt litteratur
- The Wildlife of Southern Africa (bok)